# Cyanonedys hornii
Cyanonedys hornii är en tvåvingeart som beskrevs av Hermann 1912. Cyanonedys hornii ingår i släktet Cyanonedys och familjen rovflugor. Inga underarter finns listade i Catalogue of Life.